# Protomonaxonida
Protomonaxonida — викопний ряд звичайних губок. Найдавніші представники ряду відомі з кембрійського періоду, 516 млн років тому. Були численні в кембрії і ордовіку, зустрічаються вони також в породах раннього силуру. Пізніші рештки Protomonaxonida знайдені у паризьких відкладеннях, що датуються початком тріасу.

## Родини
- Choiidae
- Halichondritidae
- Hamptoniidae
- Hazeliidae
- Leptomitidae
- Lobatospongia
- Piraniidae
- Sollasellidae
- Takakkawiidae
- Tethyidae
- Ulospongiellidae
- Wapkiidae